# Ronde van de Jura 2021
De 18e editie van de Ronde van de Jura vond plaats op 4 september 2021 En werd gewonnen door de Fransman Benoît Cosnefroy.
In verband met de coronamaatregelen die van kracht waren in april 2021 was de wedstrijd verplaatst naar begin september 2021. In 2020 kon de wedstrijd geen doorgang vinden in verband met de coronapandemie. 
Vanaf deze 18e editie is besloten de wedstrijd doorgang te laten vinden als een eendaagse wedstrijd. Naast Cosnefroy stonden Simone Velasco (2e) en Valentin Madouas (3e) ook op het podium. 
In deze editie waren zo'n 2700 hoogtemeters opgenomen. Cosnefroy zegevierde na een sprint in een kleine overgebleven groep. 

## Uitslag
| Plaats  | Naam             | Ploeg                     | tijd     |
| ------- | ---------------- | ------------------------- | -------- |
| Winnaar | Benoît Cosnefroy | AG2R-Citroën              | 4u21'33" |
| 2       | Simone Velasco   | Gazprom-RusVelo           | z.t.     |
| 3       | Valentin Madouas | Groupama-FDJ              | z.t.     |
| 4       | Nairo Quintana   | Arkéa Samsic              | z.t.     |
| 5       | David Gaudu      | Groupama-FDJ              | +3"      |
| 6       | Axel Zingle      | Frankrijk                 | +9"      |
| 7       | Biniam Girmay    | Intermarché-Circus-Wanty  | +23"     |
| 8       | Franck Bonnamour | B&B Hotels-KTM            | z.t.     |
| 9       | Luc Wirtgen      | Bingoal Pauwels Sauces WB | z.t.     |
| 10      | Andrea Vendrame  | AG2R-Citroën              | z.t.     |

2003 · 2004 · 2005 · 2006 · 2007 · 2008 · 2009 · 2010 · 2011 · 2012 · 2013 · 2014 · 2015 · 2016 · 2017 · 2018 · 2019 · 2020   · 2021 · 2022 · 2023 · 2024